# Games for Windows – Live
Games for Windows – Live és un servei de videojocs en línia de Games for Windows per al sistema operatiu Microsoft Windows, que permet als usuaris d'aquest sistema connectar-se a serveis en línia, que inclou altres dispositius com Windows Mobile i Zune.